# Río Mun
El río Mun (en tailandés: แม่น้ำ มูล), es un río de Tailandia, uno de los principales afluentes del río Mekong. 
Nace en el parque nacional de Khao Yai, cerca de Nakhon Ratchasima, en la zona de Isan. Fluye hacia el este por el sur de Isan (provincias de Buri Ram, Surin y Sisaket) a lo largo de 750 kilómetros hasta que se une al Mekong en el amphoe de Khong Chiam, en la provincia de Ubon Ratchathani. La presa Pak Mun se encuentra cerca de la confluencia con el Mekong. El principal afluente del río Mun es el río Chi, que se une a él en el amphoe de Kanthararom, provincia de Sisaket. El otro afluente, aunque menos importante, es el río Dom Noi.
- Datos: Q1455933
- Multimedia: Mun River / Q1455933